# Hrvatski malonogometni kup 2004./05.
Hrvatski malonogometni kup za sezonu 2004./05. je osvojio Split Gašperov.

## Rezultati

### Osmina završnice
| klub1                            | rez.          | klub2                          |
| -------------------------------- | ------------- | ------------------------------ |
| Novi Marof                       | 6:7           | Mejaši Split                   |
| Lika Sport (Lički Osik - Gospić) | 5:9           | Sokoli Samobor                 |
| Gospić                           | 2:2 (1:4 pen) | Uspinjača-DAMP Zagreb          |
| Elektroprijenos Split            | 0:5           | Petar Rauch Zagreb             |
| Automobil Lončar Varaždin        | 5:4           | Square-Frendy Dubrovnik        |
| Sveti Ante Zadar                 | 0:3           | Orkan Valten Križevci (Zagreb) |
| Petrinjčica (Petrinja)           | 4:3           | Croatia EL Bakota Perković     |
| Čepin                            | 3:9           | Split Gašperov                 |

### Četvrtzavršnica
| klub1                     | rez.      | klub2                          |
| ------------------------- | --------- | ------------------------------ |
| Automobil Lončar Varaždin | 3:12, 5:7 | Split Gašperov                 |
| Petrinjčica (Petrinja)    | 0:3, 1:1  | Orkan Valten Križevci (Zagreb) |
| Sokoli Samobor            | 5:4, 3:3  | Uspinjača-DAMP Zagreb          |
| Petar Rauch Zagreb        | 3:4, 0:4  | Mejaši Split                   |

### Poluzavršnica
| klub1          | rez.     | klub2                          |
| -------------- | -------- | ------------------------------ |
| Sokoli Samobor | 2:9, 5:5 | Split Gašperov                 |
| Mejaši Split   | 4:3, 2:6 | Orkan Valten Križevci (Zagreb) |

### Završnica
| klub1          | rez.     | klub2                          |
| -------------- | -------- | ------------------------------ |
| Split Gašperov | 6:3, 4:2 | Orkan Valten Križevci (Zagreb) |

## Poveznice
- 1. HMNL 2004./05.
- 2. HMNL 2004./05.